# Méligny-le-Grand
Méligny-le-Grand település Franciaországban, Meuse megyében. Lakosainak száma 89 fő (2022. január 1.). Méligny-le-Grand Bovée-sur-Barboure, Méligny-le-Petit, Ménil-la-Horgne, Naives-en-Blois és Saulvaux községekkel határos.

## Népesség
A település népességének változása:
| Lakosok száma | 94   | 65   | 67   | 95   | 104  | 104  | 95   | 90   | 90   | 89   |
|               | 1968 | 1982 | 1990 | 2006 | 2013 | 2015 | 2017 | 2019 | 2020 | 2022 |